# Roosevelt (Arizona)

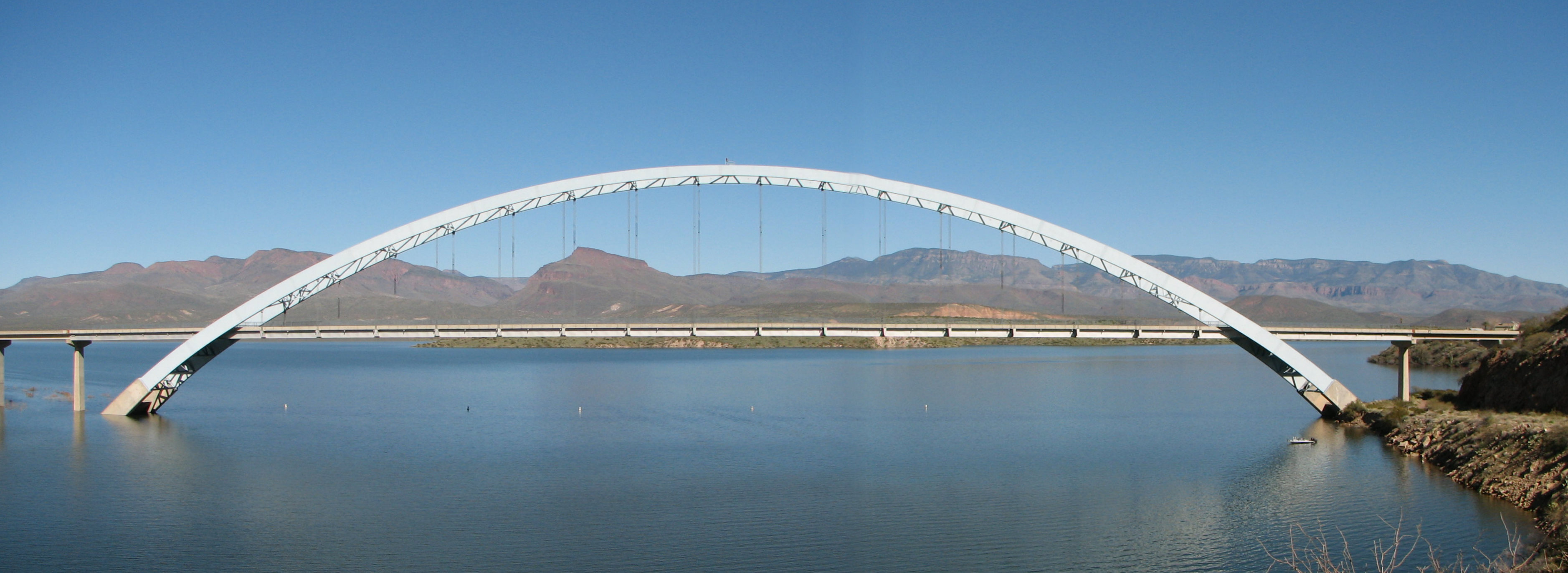
De Roosevelt Lake Bridge direct ten westen van Roosevelt

Roosevelt is een plaats (census-designated place) in de Amerikaanse staat Arizona, en valt bestuurlijk gezien onder Gila County.
In Roosevelt bevindt zich een lokaal districtskantoor voor rangers van de United States Forest Service van waaruit het gebied van het Tonto National Forest wordt beheerd.

## Demografie
Bij de volkstelling in 2020 werd het aantal inwoners vastgesteld op 26.

## Geografie
Roosevelt ligt aan de westelijke rand van Gila County, aan de grens met Maricopa County, en ligt aan de zuidkant van het Theodore Roosevelt Lake, een stuwmeer van de Salt River en bij de Theodore Roosevelt Dam. Het ligt volledig in het Tonto National Forest. Arizona State Route 188 loopt door Roosevelt en leidt in het zuidoosten na 50 km tot Globe, de zetel van Gila County, en in het noordwesten over de Roosevelt Lake Bridge 77 km naar Payson. Arizona State Route 88, de Apache Trail, heeft zijn noordelijke eindpunt net ten westen van Roosevelt bij de Theodore Roosevelt Dam. De weg, die voor een groot deel van zijn afstand onverhard is, is een National Scenic Byway. Drie kilometer ten zuidoosten van Roosevelt ligt het Tonto National Monument.
Volgens het United States Census Bureau beslaat de plaats een oppervlakte van
6,99 km², bijna volledig bestaande uit land, 0,02 km² is water. Young ligt op ongeveer 675 m boven zeeniveau.